# Benzil-fluorid
A benzil-fluorid szerves vegyület, melyben egy benzolgyűrűn egy fluormetilcsoport található.

## Fordítás
Ez a szócikk részben vagy egészben  a   Benzyl fluoride című angol Wikipédia-szócikk ezen változatának fordításán alapul.  Az eredeti cikk szerkesztőit annak laptörténete sorolja fel. Ez a jelzés csupán a megfogalmazás eredetét és a szerzői jogokat jelzi, nem szolgál a cikkben szereplő információk forrásmegjelöléseként.